# Jack Dee
James Andrew Innes 'Jack' Dee (Londen, 24 september 1961) is een Engels stand-upkomiek. Hij won in 1991 de British Comedy Award voor beste nieuwe podiumartiest en in 1997 die voor beste stand-upkomiek. Daarnaast werd hij in 2006 genomineerd voor een British Academy Television Award voor zijn rol als optredend presentator in de televisieserie Jack Dee Live at the Apollo.
Kenmerkend voor Dee's stijl als komiek zijn zijn sardonische en droge humor. Hij laat de personages in zijn verhalen zonder een spier te vertrekken de pijnlijkste dingen overkomen (of fantaseert erover ze dit aan te doen) en serveert mensen tussen neus en lippen door volkomen af.

## Komedie
Voor Dee doorbrak als komiek, werkte hij in de horeca. Hij gaf in 1986 voor het eerst een publiek optreden in The Comedy Store, van waaruit hij zich opwerkte tot shows in het London Palladium en het Hammersmith Apollo. Na het winnen van zijn eerste British Comedy Award, kreeg Dee programma's op televisie aangeboden. Hij verscheen vanaf 1992 in The Jack Dee Show op Channel 4, vervolgens in Jack Dee's Saturday Night op ITV, Jack Dee's Happy Hour in 1997 en vanaf 2004 in Jack Dee Live at the Apollo van de BBC.
Van Dee zijn de volgende shows uitgebracht op VHS en/of dvd:
- Live at the Duke of York's Theatre (1992)
- Live at the London Palladium (1994)
- Live in London (1997)
- Live and Uncut (2001)
- Live At The Apollo (2002)
- Live Again (2005)

Dee trouwde in 1989 met Susan Jane Hetherington. Met haar kreeg hij dochters Hattie Jane Innes en Phoebe Jane Innes en tweelingzoons Miles Lionel Innes en Charles Lionel Innes.

## Televisie
Dee schuift regelmatig aan als gast in een programma. Zo was hij te zien in onder meer de televisieprogramma's QI, Have I Got News for You en Top Gear en op de radio te horen in I'm Sorry I Haven't a Clue. Daarnaast verschijnt Dee regelmatig als acteur. Hij had rollen in televisiefilms als The Deputy en Tunnel of Love (beide uit 2004) en in series als The News at Bedtime en de door hemzelf verzonnen en medegeschreven televisieserie Lead Balloon, die in 2006 begon. Daarnaast speelde hij gastrollen in onder meer Silent Witness, Dalziel and Pascoe en Jonathan Creek.